# Taishi Brandon Nozawa
Taishi Brandon Nozawa (野澤 大志 ブランドン Nozawa Taishi Brandon?), född 25 december 2002 i Okinawa prefektur, är en japansk fotbollsspelare.
Nozawa började sin karriär 2019 i FC Tokyo.